# Quadrangle de Neruda
Le quadrangle de Neruda (H-13) est l'un des quinze quadrangles de Mercure. 

## Présentation
Le quadrangle recouvre la zone de Mercure s'étendant de 180° à 270° de longitude et de -21° à -66° de latitude. 
Nommé d'après le cratère Neruda, il a pu être cartographié en détail pour la première fois grâce à la sonde MESSENGER, en orbite autour de la planète à partir de 2011. Il n'avait jusqu'alors jamais été cartographié précisément car c'était l'un des six quadrangles à n'être pas éclairé lors des passages de Mariner 10 en 1974 et 1975. C'est pourquoi il est également connu par son nom de formation d'albédo, Solitudo Persephones, utilisé auparavant.